# Гаевский, Вадим Моисеевич
Вадим Моисеевич Гаевский (12 ноября 1928 или 11 декабря 1928, Москва — 16 июля 2021, Москва) — советский и российский театральный и литературный критик, балетовед и педагог. Заслуженный деятель искусств Российской Федерации (1997).

## Биография
Родился 12 ноября 1928 года в Москве, сын журналиста Моисея Абрамовича Гаевского (настоящая фамилия Федермеер; 1886, Одесса — 1958, Москва) — редактора журнала «На аграрном фронте» (ежемесячного органа Аграрного института и Всесоюзного общества аграрников-марксистов), участника Великой Отечественной войны. Мать (также уроженка Одессы, девичья фамилия Померанц) некоторое время была пианисткой. Племянник писателя Ефима Зозули и экономиста Давида Батуринского. Семья жила в Денежном переулке (угол Глазовского), д. 14/3, кв. 14.
В 1951 году окончил театроведческий факультет ГИТИСа. C 1959 по 1966 год работал научным сотрудником Института истории искусств, с 1970 по 1972 год — научным сотрудником Института философии АН СССР.
С 1990 по 1998 год был членом редколлегии театрального журнала «Московский наблюдатель». С 1992 года заведовал кафедрой истории театра и кино историко-филологического факультета Российского государственного гуманитарного университета, с 1993 года — заведующий кафедрой театроведения РГГУ, профессор.
Выступал в печати с 1954 года. Автор исследований и статей о балетмейстерах XIX и XX веков: Жюле Перро, Мариусе Петипа, Джорже Баланчине и Морисе Бежаре. Ему также принадлежат работы о знаменитых танцовщиках, таких как Ольга Спесивцева, Галина Уланова, Марина Семёнова. Предпочитая литературно-критический жанр эссе и свободно ассоциативную манеру изложения, как правило, соотносил искусство своих героев с явлениями мировой культуры.
Скончался 16 июля 2021 года на 93-м году жизни. Прах захоронен в колумбарии на Донском кладбище (колумбарий 17, секция 1).

## Сочинения

### Книги
- В. Гаевский. Дивертисмент. Судьбы классического балета. — Искусство, 1981. — 384 с. — 245 000 экз.
- В. Гаевский. Флейта Гамлета. — М.: Союзтеатр, 1990. — С. страниц = 352. — 25 000 экз.
- В. Гаевский. Дом Петипа. — М.: Артист. Режиссёр. Театр, 2000. — 432 с. — 6000 экз. — ISBN 5-87334-042-0.
- В. Гаевский. Книга расставаний. — М.: РГГУ, 2007. — 304 с. — 1500 экз. — ISBN 978-5-7281-0906-8.
- В. Гаевский. Хореографические портреты. — М.: Артист. Режиссёр. Театр, 2008. — 608 с. — 1000 экз. — ISBN 978-5-87334-113-9.
- В. Гаевский, П. Гершензон. Разговоры о русском балете. — М.: Новое издательство, 2010. — 292 с. — ISBN 978-5-98379-127-5.
- В. Гаевский. Галина Уланова. — М.: Мир энциклопедий Аванта. Астрель, 2010. — 3000 экз. — ISBN 978-5-98986-347-1.

### Избранные статьи
- В. М. Гаевский. Джульетта на балетной сцене // «Шекспировский сборник». — М., 1958.
- В. М. Гаевский. Балерина Семёнова. — М., 1959. — № 1.
- В. М. Гаевский. Майя Плисецкая. — М., 1962. — № 1.
- В. М. Гаевский. Страницы Истории = «Л.Жданов». «Школа Большого Балета». — М.
- В. М. Гаевский. Семёнова-Ермолаев-Уланова. — 1976. — № 3.
- В. М. Гаевский. Иветт Шовире. Я-балерина (послесловие). — 1977.
- В. М. Гаевский. Парижские сезоны Баланчина. — 1978.
- В. М. Гаевский. Майя Плисецкая — вчера и сегодня. — 1979.
- В. М. Гаевский. Служение муз = о постановке Александра Плисецкого «Серенады» Баланчина.. — 1984.
- В. М. Гаевский. Историк балета Л. Д. Блок (вступительное слово) = Л. Д. Блок. «Классический танец. История и современность» / Рецензент: Пётр Гусев, Ред.коллегия: В.М.Красовская, Е.А.Суриц. — 17.08.1987. — 556 с. — 25 000 экз.
- В. М. Гаевский. Чистый мастер. — Л., 1988.
- В. М. Гаевский. Автопортрет Мориса Бежара = Бежар, мгновения жизни другого» / Перевод с французского: М. Зонина. — М., 1988. — 240 с. — 10 000 экз.
- В. Гаевский, К. Рудницкий, Е. Горфункель, Н. Крымова, Г. Холодова, Р. Кречетова. «О Гамлете» = «Высоцкий на Таганке». — «Союзтеатр», 1989. — 150 000 экз.
- В. М. Гаевский. Прихоть полубога = «Аполлон Мусагет И.Стравинского». — «Наше наследие», 1990.
- В. М. Гаевский. Хрустальный дворец и его архитектор. — 1990. — № 17.
- В. М. Гаевский. Дневник Нижинского. — 1990. — № 12.
- В. М. Гаевский. Дорога в Гурзуф. — 1991. — № 8.
- В. М. Гаевский. Флейта Гамлета = «Театр на Таганке». — «Союзтеатр» СТД СССР, 1991. — С. 108, 112.
- В. М. Гаевский. Флейта Гамлета. Победитель не получает ничего. — «Московский наблюдатель», 1991.
- В. М. Гаевский. Охота к перемене мест. — «Московский наблюдатель», 1991. — № 6—7.
- В. М. Гаевский. Бег Джульетты. — «Наше наследие», 1991. — № 2.
- В. М. Гаевский. А. Волынский и Петербургский балет = «Книга ликований» / А.Волынский. — «Артист. Режиссёр. Театр», 1992. — ISBN 5-87334-074-9.
- В. М. Гаевский. Диана и Актеон или класс Вагановой 20-30-е гг.. — «Московский наблюдатель», 1993.
- В. М. Гаевский. Хорхе Донн и Рудольф Нуреев. — «Московский наблюдатель».
- В. М. Гаевский. Второй акт „Жизели“. Метаморфозы одного балета. — «Московский наблюдатель», 1993.
- В. М. Гаевский. Тургеневская девушка из XXI. — «Московский наблюдатель», 1993. — № 10.
- В. М. Гаевский. Версальская феерия Чайковского-Петипа „Спящая красавица“. — «Московский наблюдатель», 1994. — № 7—8.
- В. М. Гаевский. Серж Лифарь о Дягилеве Портрет и автопортрет. — 1994. — № 4.
- В. М. Гаевский. „Баядерка“ Петипа — опыт интерпретации. — «Петербургский театральный журнал», 1994. — № 5.
- В. М. Гаевский. Приглашение к танцу = «Театр Анатолия Эфроса» / Марина Зайонц. — М.: «Артист. Режиссёр. Театр», 2000. — С. 213—224. — 464 с. — 2000 экз. — ISBN 5-87334-041-2.
- В. М. Гаевский. Рудольф Нуреев. Михаил Барышников. Два виртуоза = «От Распутина до Путина. 50 петербуржцев XX столетия». — М.: «Лидер». Аналитический еженедельник "Дело", 2003. — С. 346—355. — 528 с. — 5000 экз. — ISBN 5-9900079-1-4.
- В. М. Гаевский. Рецензия на спектакль Льва Дурова «Прилашенние к танцу». — 2003.
- В. М. Гаевский. История балета и Л. Д. Блок. — «Наше Наследие», 2004. — № 70.
- Гаевский В. М. Укор владеющей судьбе. Немирович, Мейерхольд и два чеховских спектакля. — Наше наследие № 79/80, 2006.
- В. М. Гаевский. «Наша профессиональная добросовестность сомнительна». — «Новая газета», 29 марта 2006. — № 3. Архивировано 4 сентября 2008 года.
- В. М. Гаевский. Китч. Большой балет: свои и чужие. — «Русская жизнь», 10 сентября 2008 год.
- В. М. Гаевский. Соперники. Большой и Мариинский: два пути на Запад. — «Русская жизнь», 22 октября 2008 года.

## Цитаты
О современной передовой критике: 

"… Она поддерживает только то, что она считает авангардным. Самая фундаментальная и репрезентативная книга Марины Давыдовой «Конец театральной эпохи» подводит черту и ставит точку. Это жёсткий призыв: то время прошло, пришло время деятельных людей, которым не до нашей ностальгии, хватит нам рассказывать все эти легенды. Я считаю, что это неправильно. Никакая эпоха не кончилась, пока она хотя бы в нашей памяти. Меня пугает, что из моей жизни исчезли классики предыдущей эпохи … « — В.Вязовкина:Вадим Гаевский. Статья "Наша профессиональная добросовестность сомнительна"
- Известный историк и авторитетный критик театра и балета Вадим Гаевский на вопрос слабого, но амбициозного актёра „Где сейчас Марковы и Алперсы?“

 ответил:

»… Там же, где сейчас Михаилы Чеховы и Хмелевы. Они гуляют всегда рядом. Вас туда не пустят … Мы грешили против истины, не позволяя себе сказать слов правды об Эфросе и Любимове, потому что с ними было связано будущее. Потому что любая критика немедленно использовалась бы против них. У Георгия Александровича Товстоногова были спектакли замечательные, а были не замечательные, кто-нибудь, когда-нибудь сказал о незамечательных спектаклях в ситуации, когда его преследовал Ленинградский обком? Поэтому наша профессиональная добросовестность довольно сомнительна! Иначе и быть не могло. В данном случае друг в искусстве дороже, чем истина, а истина пусть выяснится потом … " — В.Вязовкина:Вадим Гаевский. Статья "Наша профессиональная добросовестность сомнительна"
«Хореографические портреты» — заключительная часть трилогии балетного критика. Первые две — «Дивертисмент» и «Дом Петипа» — опубликованы в 1981 и 2000 годах. В книгу вошли статьи и очерки, публиковавшиеся ранее в журналах «Театр», «Свой», «Наше наследие», газетах «Мариинский театр» и «Большой театр». Главы книг — не только исторические зарисовки, но и подробные рецензии на недавние премьеры, и портреты ныне танцующих артистов. В книге выдержан формат трёхчастной формы: первая посвящена Сергею Дягилеву, третья — Джорджу Баланчину, а средняя составляет портретную галерею.
В предисловии к этой части автор пишет:

«… Здесь даются зарисовки избранных персонажей балетной истории преимущественно XX века. Краткость одних очерков, большая или меньшая пространность других никак не связаны с масштабом личности и таланта, а совершенно произвольны …» — Вадим Гаевский. Статья «Хореографические портреты»

## Награды и звания
- 1997 — Заслуженный деятель искусств Российской Федерации.
- Лауреат российской национальной театральной премии «Золотая маска — 2019» — за выдающийся вклад в развитие театрального искусства[12].

## Видео
- Вадим Гаевский. в программе «Школа злословия» (16 ноября 2009). Архивировано 25 мая 2012 года.